# Mihály Nagymarosi
Mihály Nagymarosi (n. 6 octombrie 1919, Nagymaros, Pesta, Ungaria – d. 7 septembrie 2002, Nagymaros, Pesta, Ungaria) a fost un fotbalist maghiar, care a evoluat pe postul de mijlocaș. Și-a început cariera la echipa din localitatea natală, Nagymarosi KIE, evoluând, de-a lungul carerei la: Phőbus FC, Újpest FC, Debreceni Dózsa și Bp. Spartacus, reprezentând de 13 ori echipa națională de fotbal a Ungariei între 1942 și 1950. A fost membru al Echipei de Aur a Ungariei.
Este consemnat că ar fi evoluat câteva meciuri pentru Textila Buhuși. 
În 1946, fiind prizonier de război, dupa cel de-al Doilea Război Mondial, a jucat un meci pentru echipa garnioanei sovietice din Focșani, împotriva celor de la Textila Buhuși. Staff-ul buhușenilor, fiind impresionați de calitățile jucatorului maghiar și cunoscând valorea acestuia, au negociat un transfer, neoficial, al acestuia, alaturi de un alt jucător maghiar, tot prizonier de război, Zoerge, cu ofițerul superior al garnizoanei sovietice, aceștia fiind nevoiți, ulterior, să parcurga pe jos distanța dintre Focșani și Buhuși, fiind considerați dezertori.
Este vehiculată și plata unei sume de bani către sovietici, pentru realizarea acestui transfer.
După un joc amical al celor de la Textila, la Sfântul Gheorghe, autoritățile din Ungaria au intervenit pentru ca acesta să fie repatriat.